# Regering-Caillaux
De regering-Caillaux was tussen 27 juni 1911 en 21 januari 1912 de regering van Frankrijk. De regering stond onder leiding van premier Joseph Caillaux.

## Regering-Caillaux (27 juni1911-21 januari1912)
- Joseph Caillaux (PRS) - Président du Conseil (premier), Minister van Binnenlandse Zaken en minister van Kerkelijke Zaken
- Justin de Selves - Minister van Buitenlandse Zaken
- Adolphe Messimy (PRS) - Minister van Oorlog
- Louis-Lucien Klotz (PRS) - Minister van Financiën
- René Renoult (PRS) - Minister van Arbeid en Sociale Zekerheid
- Jean Cruppi (PRS) - Minister van Justitie
- Théophile Delcassé - Minister van Marine
- Théodore Steeg (PRS) - Minister van Onderwijs en Schone Kunsten
- Jules Pams (PRS) - Minister van Landbouw
- Albert Lebrun (PRD) - Minister van Koloniën
- Victor Augagneur (RS) - Minister van Openbare Werken, Posterijen en Telegrafie
- Maurice Couyba (PRS) - Minister van Handel en Industrie